# Atractus canedii
Atractus canedii este o specie de șerpi din genul Atractus, familia Colubridae, descrisă de Scrocchi și Cei 1991. Conform Catalogue of Life specia Atractus canedii nu are subspecii cunoscute.